# Рондон, Александер
Александер Хосе Рондон Эредия (исп. Alexander José Rondón Heredia; 30 августа 1977, Кумана) — венесуэльский футболист, нападающий, тренер. Выступал за сборную Венесуэлы.

## Биография

### Клубная карьера
Начал взрослую карьеру в 1997 году в клубе «Нуэва Кадис». Затем выступал за «Атлетико Сулиа», «Каракас», «Депортиво Тачира», «Эстудиантес де Мерида». В сезоне 2000/01 стал чемпионом Венесуэлы в составе «Каракаса». Считался одним из лучших футболистов страны середины 2000-х годов.
Во второй половине 2004 года на правах аренды играл в чемпионате Бразилии за «Сан-Паулу», его приглашали на замену Луису Фабиано, который перешёл в «Порту». Помощник тренера «Сан-Паулу» Милтон Круз и защитники Родриго и Фабан, игравшие против Рондона в Кубке Либертадорес, полагали, что венесуэлец может стать полноценной заменой Луису Фабиано. Однако форвард вышел на поле только в восьми матчах (270 минут), в которых отличиться не смог, и вскоре вернулся на родину.
С 2007 года Рондон выступал за «Депортиво Ансоатеги». В сезоне 2007/08 стал лучшим бомбардиром национального чемпионата с 19 мячами, чем заслужил вызов в сборную после двухлетнего перерыва. В дальнейшем играл за «Депортиво Лара» и «Арагуа». В последние годы карьеры снова играл за «Депортиво Ансоатеги», а в 2017 году — во втором дивизионе за клуб «Ангостура».
25 мая 2008 года забил свой сотый гол в чемпионатах Венесуэлы. Всего за карьеру в чемпионатах страны забил 165 голов, занимает третье место в списке бомбардиров за всю историю венесуэльской лиги.

### Карьера в сборной
Играл за сборные Венесуэлы младших возрастов. Финалист Центральноамериканских игр 1998 года.
Вызывался в сборную Венесуэлы с 1999 по 2009 годы. Дебютировал 3 февраля 1999 года в матче против Аргентины. Участник Кубков Америки 1999 (1 матч), 2001 (3 матча) и 2004 годов (3 матча). Всего сыграл за сборную 44 матча (по другим данным — 46 или 48) и забил 5 голов.

#### Голы за сборную
| 1.                          | 18 апреля 2001  | Эстадио Алехандро Морено Сото, Алахуэла, Коста-Рика       | Коста-Рика | 0-1 | 2-2 | Товарищеский матч         |
| 2.                          | 24 апреля 2001  | Пуэбло-Нуэво, Сан-Кристобаль, Венесуэла                   | Колумбия   | 1-0 | 2-2 | Отборочный турнир ЧМ-2002 |
| 3.                          | 14 августа 2001 | Эстадио Хосе Паченчо Ромеро, Маракайбо, Венесуэла         | Уругвай    | 2-0 | 2-0 | Отборочный турнир ЧМ-2002 |
| 4.                          | 6 февраля 2008  | Эстадио Хосе Антонио Ансоатеги, Пуэрто-ла-Крус, Венесуэла | Гаити      | 1-1 | 1-1 | Товарищеский матч         |
| 5.                          | 10 октября 2009 | Полидепортиво Качамай, Пуэрто-Ордас, Венесуэла            | Парагвай   | 1-2 | 1-2 | Отборочный турнир ЧМ-2010 |
| По данным на 7 октября 2015 |                 |                                                           |            |     |     |                           |

## Достижения
- Чемпион Венесуэлы: 2000/01
- Лучший бомбардир чемпионата Венесуэлы: 2007/08 (19 голов)